# Parafia św. Maksymiliana Marii Kolbego w Bramkach
Parafia pw. św. Maksymiliana Marii Kolbego w Bramkach – rzymskokatolicka parafia należąca do dekanatu błońskiego, archidiecezji warszawskiej, metropolii warszawskiej Kościoła katolickiego. W parafii posługują księża diecezjalni. Według stanu na listopad 2019 proboszczem parafii był ks. Zdzisław Żelazko. 

## Proboszczowie parafii
Źródło:
| Proboszcz             | Lata urzędowania |
| --------------------- | ---------------- |
| ks. Stefan Kazulak    | 1988−2000        |
| ks. Bolesław Bolek    | 2000−2007        |
| ks. Grzegorz Wieteska | 2007−2018        |
| ks. Zdzisław Żelazko  | 2018−obecnie     |